# Lista do Patrimônio Mundial na Ucrânia
A Organização das Nações Unidas para a Educação, a Ciência e a Cultura (UNESCO) propôs um plano de proteção aos bens culturais do mundo, através do Comité sobre a Proteção do Património Mundial Cultural e Natural, aprovado em 1972. Esta é uma lista do Patrimônio Mundial existente na Ucrânia, especificamente classificada pela UNESCO e elaborada de acordo com dez principais critérios cujos pontos são julgados por especialistas na área. A Ucrânia ratificou a convenção em 12 de outubro de 1988 (enquanto ainda uma República da União Soviética), tornando seus locais históricos elegíveis para inclusão na lista.
O sítio Kiev: Catedral de Santa Sofia de Kiev, Conjunto de Edificações Monásticas e Monastério de Kiev-Petchersk foi o primeiro local da Ucrânia incluído na lista do Patrimônio Mundial da UNESCO por ocasião da 14ª Sessão do Comitè do Património Mundial, realizada em Banff (Canadá) em 1990. Desde a mais recente adesão à lista, a Ucrânia totaliza 7 sítios classificados como Patrimônio da Humanidade, sendo 6 deles de classificação cultural e apenas 1 de classificação natural. 

## Bens culturais e naturais
A Ucrânia conta atualmente com os seguintes lugares declarados como Patrimônio da Humanidade pela UNESCO:
| | Kiev: Catedral de Santa Sofia de Kiev, Conjunto de Edificações Monásticas e Monastério de Kiev-Petchersk |
| Bem cultural inscrito em 1990. | |
| Localização: Kiev | |
| Projetada para rivalizar com a Hagia Sophia de Constantinopla, a Catedral Hagia Sophia da capital ucraniana é o símbolo da "Nova Constantinopla", nome dado à capital do principado de Kiev, criado no século XI em uma região evangelizada após o batismo de São Vladimir no ano 988. A influência espiritual e intelectual do mosteiro kievo-petchersk contribuiu consideravelmente para a disseminação da fé ortodoxa e do pensamento no mundo russo entre os séculos XVII e XIX. (UNESCO/BPI) | |

| | Leópolis: Conjunto do Centro Histórico |
| Bem cultural inscrito em 1998, estendido em 2008. |                                        |
| Localização: Lviv |                                        |
| Fundada no final da Idade Média, a cidade de Lvov tornou-se um importante centro administrativo, religioso e comercial, cuja influência era perdurar nos séculos seguintes. A cidade preservou praticamente intacta sua topografia urbana medieval e, em particular, a pegada das diferentes comunidades que a habitaram. Também preservou magníficas construções do período barroco e períodos posteriores. (UNESCO/BPI) |                                        |

| | Arco Geodésico de Struve |
| Bem cultural inscrito em 2005. |                          |
| Localização: Norrbotten |                          |
| Este bem é compartilhado com: Bielorrússia, Estónia, Finlândia, Letônia, Lituânia, Moldávia, Noruega e Rússia. |                          |
| O arco geodésico de Struve é um conjunto de triangulações que abrange dez países, ao longo de 2.820 km, da Hammerfest (Noruega) ao Mar Negro. Composto pelos pontos de triangulação feitos entre 1816 e 1855 pelo astrônomo Friedrich Georg Wilhelm Struve, este arco permitiu a primeira medição precisa de um longo segmento do meridiano da Terra. Essa triangulação ajudou a definir e medir a forma exata da Terra e desempenhou um papel importante no avanço das ciências geológicas e na fabricação de mapas topográficos precisos. É um exemplo extraordinário de colaboração científica entre sábios de diferentes países, bem como um exemplo de cooperação entre vários monarcas europeus para o progresso científico. O arco primitivo consistiu em 258 triângulos e 265 pontos fixos principais. O local inscrito na Lista do Patrimônio Mundial compreende 34 dos pontos fixos originais indicados por diferentes meios: perfuração de rochas, cruzes de ferro, montes e obeliscos. (UNESCO/BPI) |                          |

| | Florestas primárias de faias dos Cárpatos e de outras regiões da Europa |
| Bem natural inscrito em 2007. |                                                                         |
| Este bem é compartilhado com: Albânia, Alemanha, Áustria, Bélgica, Bulgária, Croácia, Espanha, Itália, Polónia, Roménia, Eslovênia e Eslováquia. |                                                                         |
| Localização: Zakarpatia / Lviv |                                                                         |
| Esta extensão transfronteiriça do Patrimônio Mundial de faias dos Cárpatos primários e antigas florestas de faias da Alemanha (Alemanha, Eslováquia e Ucrânia) abrange 12 países. Desde o final da última Era Glacial, as beterrabas europeias se espalharam de alguns refúgios isolados nos Alpes, nos Cárpatos, no Mediterrâneo e nos Pirenéus por um curto período de alguns milhares de anos em um processo que ainda perdura. Essa expansão bem sucedida está relacionada à flexibilidade das árvores e tolerância a diferentes condições climáticas, geográficas e físicas. (UNESCO/BPI) |                                                                         |

| | Residência dos Metropolitas da Bucovina e da Dalmácia |
| Bem cultural inscrito em 2011. |                                                       |
| Localização: Chernivtsi |                                                       |
| Representa uma sinergia magistral de estilos arquitetônicos construídos pelo arquiteto checo Josef Hlavka de 1864 a 1882. O local é um exemplo excepcional da arquitetura historicista do século XIX e inclui um seminário e um mosteiro. A Igreja do Seminário, com um plano cruciforme coroado por uma cúpula, tem um jardim e um parque. O complexo expressa as influências arquitetônicas do período bizantino e incorpora a poderosa presença que a Igreja Ortodoxa teve lá durante o governo Habsburgo, um reflexo da política de tolerância religiosa mantida pelo Império Austro-Húngaro. (UNESCO/BPI) |                                                       |

| | Cidade Antiga de Quersoneso e sua Chora |
| Bem cultural inscrito em 2013. |                                         |
| Localização: Crimeia |                                         |
| O local apresenta os restos de uma cidade fundada pelos gregos dóricos no século V a.C.C na costa norte do Mar Negro. Abrange seis locais com remanescentes de componentes urbanos e terras agrícolas divididas em várias centenas de "corais", parcelas retangulares de tamanho igual. Os lotes tinham vinhedos cuja produção foi exportada pela cidade que prosperou até o século XV. O local possui diversos complexos de construção pública e bairros residenciais, bem como monumentos cristãos antigos ao lado de remanescentes de assentamentos da Idade da Pedra e da Idade do Bronze; Torres fortificadas romanas e medievais e sistemas de abastecimento de água; e excepcionalmente exemplos de plantio de vinhedos e paredes divisórias bem preservadas. No século III d.C.C o local era conhecido como o centro vinícola mais produtivo do Mar Negro e permaneceu um centro de troca entre os impérios grego, romano e bizantino e as populações do norte do Mar Negro. É um exemplo marcante da organização do território democrático ligado a uma antiga polis, refletindo a organização social da cidade. (UNESCO/BPI) |                                         |

| | Tserkvas de madeira da região dos Cárpatos na Polônia e Ucrânia |
| Bem cultural inscrito em 2013. |                                                                 |
| Este bem é compartilhado com: Polónia. |                                                                 |
| Localização: Oblast de Lviv |                                                                 |
| Localizada na margem oriental da Europa Central, esta propriedade transnacional lista uma seleção de dezesseis tserkvas (igrejas). Eles foram construídos de troncos de madeira horizontais entre os séculos XVI e XIX pelas comunidades ortodoxas e católicas gregas. Os tserkvas são testemunhos de uma tradição enraizada na construção distinta de design eclesiástico ortodoxo misturado com elementos da tradição local, e referências simbólicas à cosmogonia de suas comunidades. Os tserkvas são construídos sobre um plano tripartite coroado por cúpulas e cúpulas quadrilaterales abertas ou octogonais. Integradas aos tserkvas estão telas de iconostase, decorações de interiores policromáticos e outros móveis históricos. Elementos importantes de alguns tserkvas incluem torres de madeira, sinos, cabanas e cemitérios. (UNESCO/BPI) |                                                                 |

| | Centro Histórico de Odessa |
| Bem cultural inscrito em 2023, em perigo desde 2023. |                            |
| Localização: Oblast de Odessa |                            |
| O Centro Histórico de Odessa, parte da cidade portuária do Mar Negro fundada em 1794 no local de Khadzhybei, é uma área densamente construída caracterizada por edifícios de dois a quatro andares e ruas largas perpendiculares ladeadas por árvores que carregam o testemunho do rápido crescimento da cidade até o início do século XX. O sítio inclui teatros, edifícios religiosos, escolas, palácios privados e cortiços, clubes, hotéis, bancos, centros comerciais, armazéns, bolsas de valores, terminais e outros edifícios públicos e administrativos projetados por arquitetos e engenheiros, principalmente da Itália nos primeiros anos mas também de outras nacionalidades. O ecletismo é a marca dominante da arquitetura do centro histórico da cidade. O sítio abriga testemunho das comunidades étnicas e religiosas altamente diversas da cidade, representando um excelente exemplo de intercâmbios interculturais e o crescimento de cidades multiculturais e multiétnicas do Leste Europeu do século XIX. (UNESCO/BPI) |                            |

## Lista Indicativa
Em adição aos sítios inscritos na Lista do Patrimônio Mundial, os Estados-membros podem manter uma lista de sítios que pretendam nomear para a Lista de Patrimônio Mundial, sendo somente aceitas as candidaturas de locais que já constarem desta lista. Desde 2021, a Ucrânia possui 17 locais na sua Lista Indicativa.
| Sítio                         | Imagem | Localização | Ano  | Dados UNESCO        | Descrição |
| ----------------------------- | ------ | ----------- | ---- | ------------------- | --- |
| Centro Histórico de Chernihiv |        | Chernihiv   | 1989 | Cultural: i, ii, iv | Esta indicação compreende o centro histórico de Tchernigov ou Chernihiv, que data dos séculos IX ao XIII. A indicação menciona a Catedral da Transfiguração do século XI e a Catedral de Borissoglebsky do século XII. |